# Клипсы (украшение)
Кли́псы (англ. clips, мн. ч. от clip «зажим») — украшение, для ношения которых не требуется прокалывать кожу, так как они держатся за счёт механического давления зажимов.
Основная причина использования клипс — это нежелание прокалывать кожу из-за страха боли, эстетических соображений или медицинских противопоказаний.
Недостаток клипс — возможная болезненность или неудобство из-за постоянного давления зажима клипсы на мочку уха.
Наиболее распространены клипсы для ушей, но также клипсы используются как украшение для носа, сосков и других частей тела.
Также есть клипсы на магнитах, которые закрепляются с двух сторон уха.
Популярность клипсов значительно возросла в 20 веке благодаря их удобству и простоте использования. Они стали альтернативой традиционным серьгам, особенно для тех, кто не хочет прокалывать уши или для временного ношения украшений.
Этимология слова происходит от английского “clips” (зажим, скрепка). Интересно, что по легенде, идею создания клипсов приписывают Луи-Франсуа Картье, который вдохновился обычной бельевой прищепкой.
Применение клипсов очень широко:
- В качестве повседневной бижутерии
- Для особых случаев и торжеств
- Как временное украшение
- Для людей с повышенной чувствительностью к металлам
- Для тех, кто по каким-либо причинам не может носить проколотые серьги

Клипсы могут быть выполнены из различных материалов: металла, пластика, керамики, украшаться драгоценными и полудрагоценными камнями, эмалью или другими декоративными элементами.
Некоторые недостатки клипс:
- могут сдавливать мочку уха, что доставляет дискомфорт;
- их легко потерять.